# Ipotenusa d'amore
Ipotenusa d'amore è una breve raccolta poetica composta da quindici liriche e due racconti brevi, "La necrofora" e "La solfatara" della scrittrice italiana Alda Merini.
La prima edizione di questa raccolta, il cui tema centrale è l'amore, venne pubblicata nel 1992 seguita da altre edizioni accresciute da alcune poesie che la scrittrice pubblicò in proprio nel 1989 con il titolo "Le pietre" e da altre poesie, sempre d'amore, intitolate "Poesie gotiche" e scritte in epoca più recente. I disegni che corredano l'edizione del 1996 sono di Massimo Odoardo Geranio.